# Stanislas II
Ne doit pas être confondu avec Stanisław Poniatowski (1676-1762) ou Stanislas Poniatowski.
Stanislas II (en polonais : Stanisław August), de son vrai nom Stanisław Antoni Poniatowski, né le 17 janvier 1732 à Wołczyn (actuelle Biélorussie) et mort le 12 février 1798 à Saint-Pétersbourg, est, de 1764 à 1795, le dernier roi de Pologne et grand-duc de Lituanie, à l'époque de la République des Deux Nations.
Selon la titulature officielle, il est « par la grâce de Dieu et la volonté du peuple, roi de Pologne, grand-duc de Lituanie et duc de Ruthénie, Prusse, Mazovie, Samogitie, Kiev, Volhynie, Podolie, Podlasie, Livonie, Smolensk, Siewierz et Czernihów. »
Son règne a connu bien des vicissitudes. En 1762, son ancienne maîtresse, la princesse russe d'origine allemande Catherine, née Sophie Frédérique Augusta d'Anhalt-Zerbst, devient impératrice de Russie sous le nom de Catherine II. En 1764, après la mort d'Auguste III, Poniatowski est élu roi de Pologne en tant que candidat de la Russie et de la famille Czartoryski, qui est favorable à l'alliance étroite de la Pologne avec la Russie. Celle-ci, secondée par la Prusse, joue un rôle important au début du règne de Stanislas II, par le biais de son ambassadeur à Varsovie Nicolas Repnine.
La révolte d'une partie de la noblesse hostile à la Russie, liguée dans la confédération de Bar (1768-1772), aboutit au premier partage de la Pologne (1772). Stanislas II, maintenu sur le trône du fait de la défaite des confédérés, s'efforce alors de promouvoir un certain nombre de réformes, dont on peut citer la création de la Commission de l'Éducation nationale (1773), dans la limite de ce que son protecteur russe peut accepter.
Mais à la fin des années 1780, le mouvement de réforme prend une telle ampleur, à l'époque de la Grande Diète (1788-1792), qu'elle suscite l'hostilité de la Russie, dirigée par Catherine II jusqu'en 1796 : la promulgation de la Constitution du 3 mai 1791, la première en Europe, est l'origine directe de la guerre russo-polonaise de 1792, dont la suite est le deuxième partage de la Pologne (1793) et la soumission de Stanislas au parti pro-russe de la confédération de Targowica. En 1794, Stanislas apporte toutefois un certain soutien à l'insurrection dirigée par Tadeusz Kościuszko contre la Russie. Sa défaite aboutit au troisième partage de la Pologne en 1795 : privée de la totalité de son territoire, la république des Deux Nations cesse d'exister et Stanislas est contraint d'abdiquer, pour aller finir sa vie à Saint-Pétersbourg, au début du règne de Paul Ier.

## Biographie

### Filiation

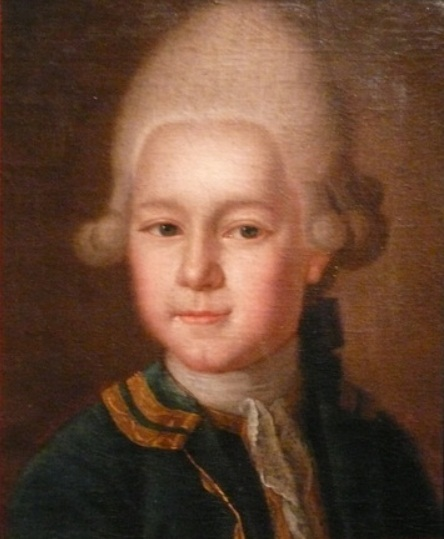
Portrait de Stanislas Antoine à 14 ans.
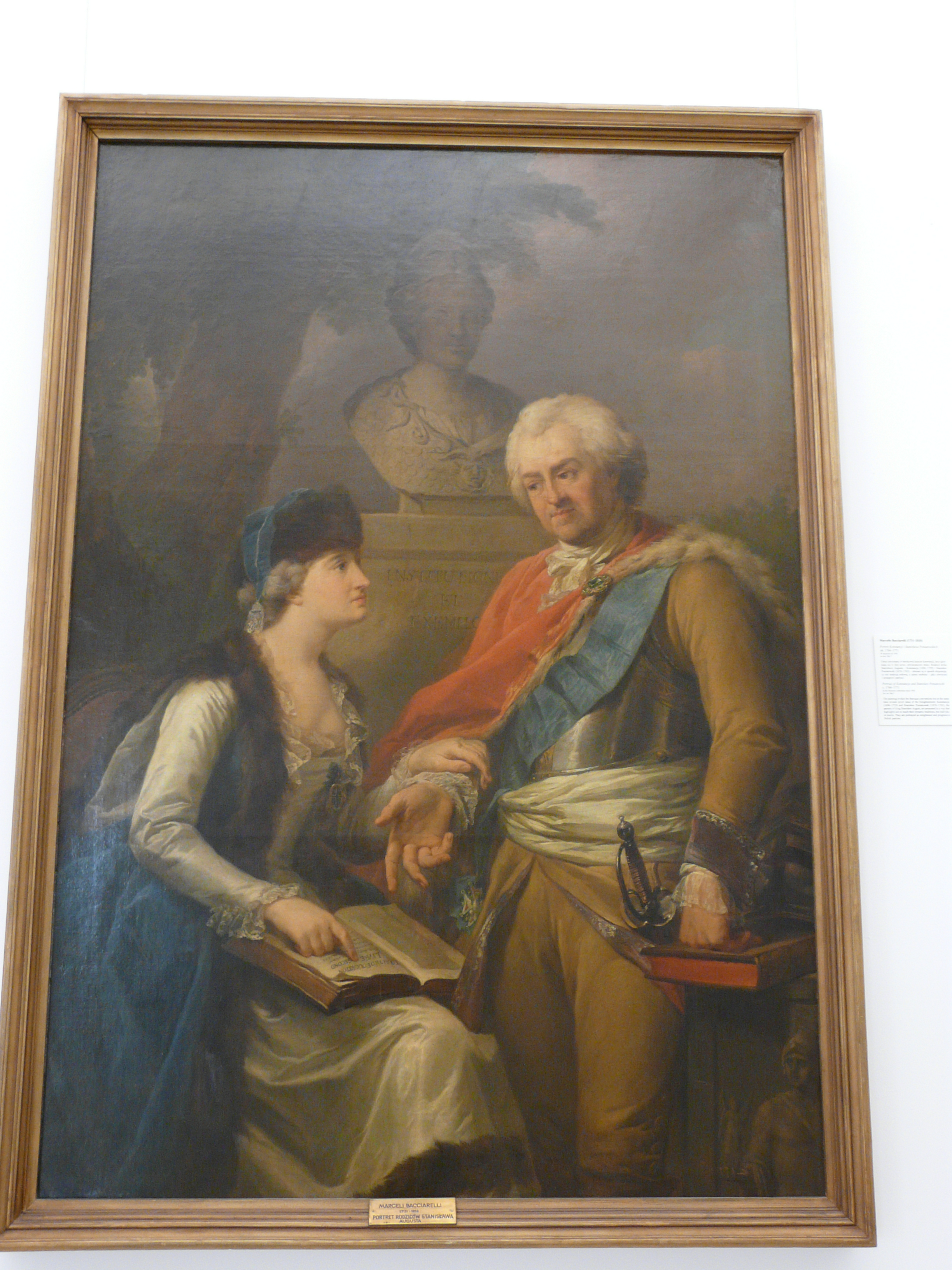
Ses parents : Stanislas et Konstancja, née Czartoryska.
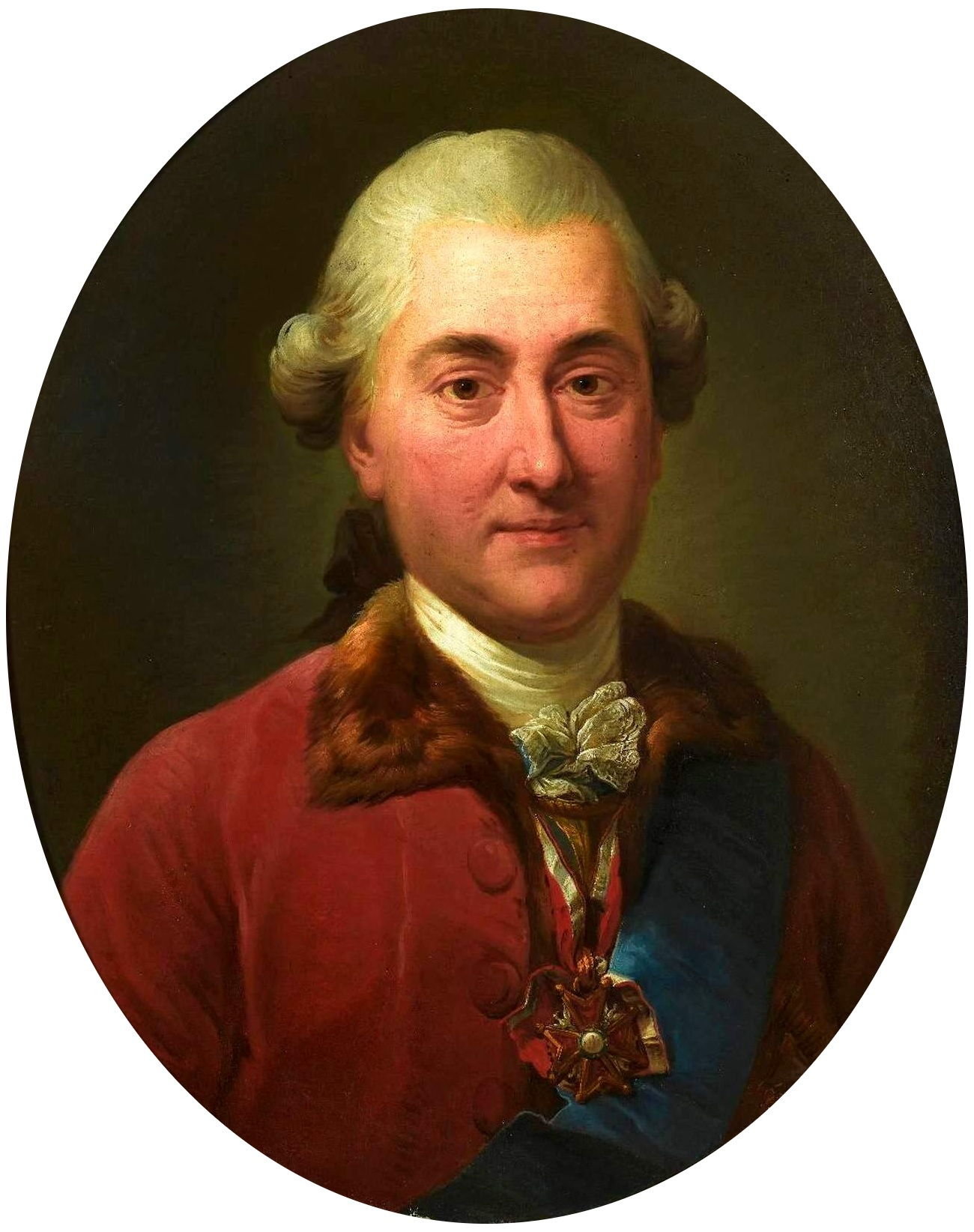
Kazimierz Poniatowski, son frère aîné

Stanislas est le fils de Stanisław Poniatowski, castellan de Cracovie (premier membre du Sénat selon l'ordre de préséance) à partir de 1752, qui avait été un partisan de premier plan de Charles XII de Suède et de Stanislas Leszczynski, roi de 1704 à 1709. La famille Poniatowski (armoiries Ciołek), originaire de Poniatowa, en Petite-Pologne, est restée de modeste noblesse jusqu'au XVIIe siècle: c'est la carrière de Stanislas (senior) qui l'a fait entrer dans le groupe des magnats.
Sa mère est Konstancja, née Czartoryska, issue d'une des très grandes familles nobles de la République des Deux Nations, à la tête du parti appelé la Familia favorable à un rapprochement avec la Russie.

### Jeunesse

#### Formation
Il naît dans le domaine de Wołczyn (aujourd'hui en Biélorussie), dans le grand-duché de Lituanie.
La famille s'installe à Gdańsk en 1733, puis à Varsovie en 1739. Il est d'abord éduqué par sa mère, puis par des précepteurs, grâce auxquels il maîtrise le français, le latin et l'allemand, et connaît l'anglais et l'italien. À Varsovie, il fréquente le collège des Théatins, mais a toujours des précepteurs. En 1744, il reçoit des cours de logique et de mathématiques de l'ambassadeur de Russie (en), Herman Karl von Keyserling, ancien professeur à l'université de Königsberg.
Adolescent, il n'a pas beaucoup d'amis, selon ses Mémoires. Il développe une passion pour les livres, qu'il gardera tout au long de sa vie.
En 1748, son père l'envoie compléter son éducation par une expérience militaire : il doit accompagner une unité russe intervenant en Allemagne au moment de la guerre de Succession d'Autriche. Mais le départ, qui a lieu en mai 1748, intervient alors que le conflit est sur le point de se terminer. Ce voyage lui donne l'occasion de rencontrer des personnalités (le futur chancelier autrichien Kaunitz, le maréchal Maurice de Saxe). Il visite des camps militaires et des forteresses et parcourt les Pays-Bas autrichiens (actuelle Belgique) et les Provinces-Unies (actuels Pays-Bas). En Allemagne, il visite Aix-la-Chapelle et sur le chemin du retour, s'arrête un moment à Dresde, capitale de l'électorat de Saxe, à la tête duquel se trouve Auguste III, qui est aussi roi de Pologne.
À son retour, il reçoit des cours d'ingénierie militaire d'un ex-officier autrichien d'origine française, Toux de Salverte.
En 1750, il se rend à Berlin où il rencontre Charles Hanbury Williams qui devient son mentor et ami.
Il passe la plus grande partie de janvier 1752 à Vienne, à la cour d'Autriche.

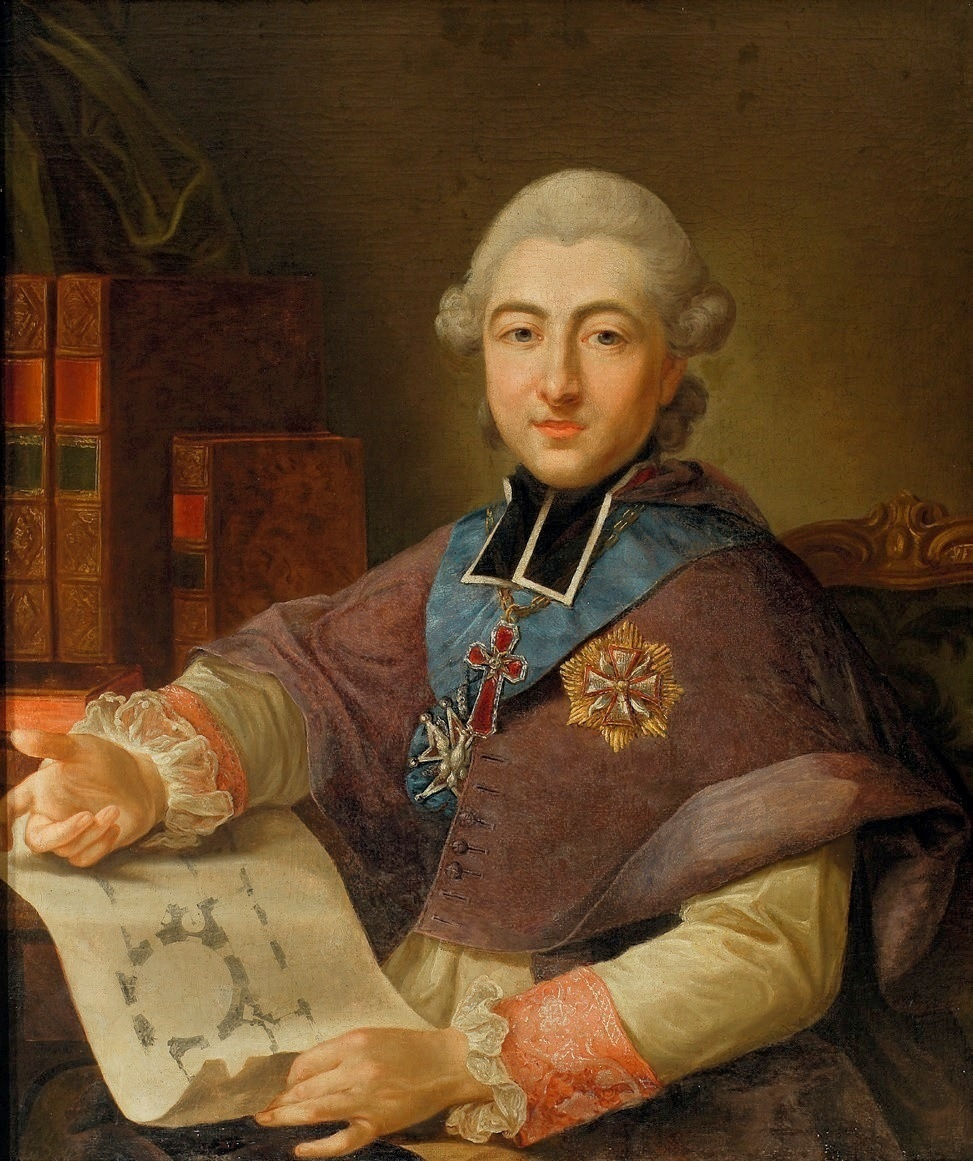
Michał Jerzy Poniatowski, frère cadet de Stanislas II.
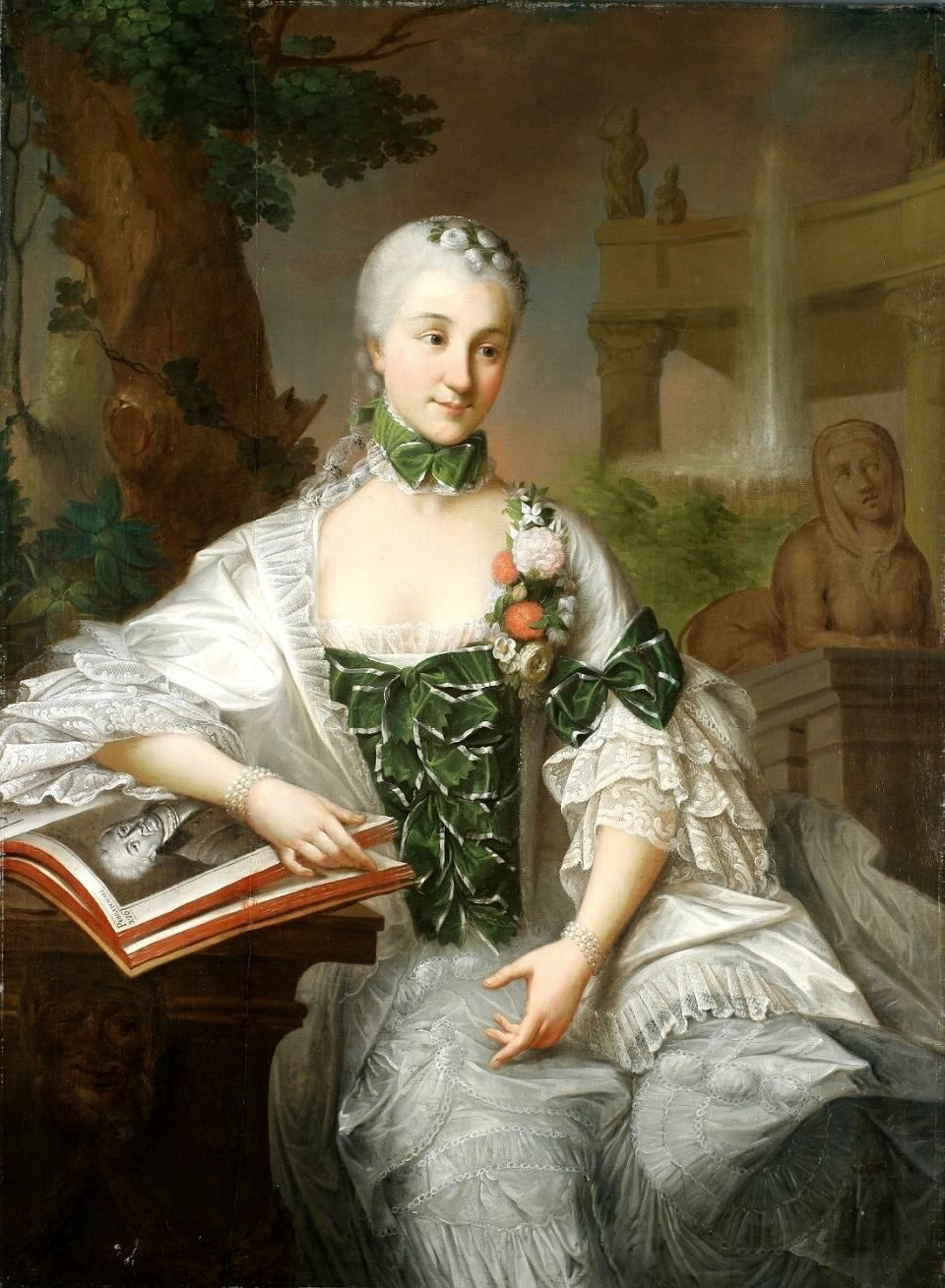
Izabella Poniatowska Branicka, sœur de Stanislas II.
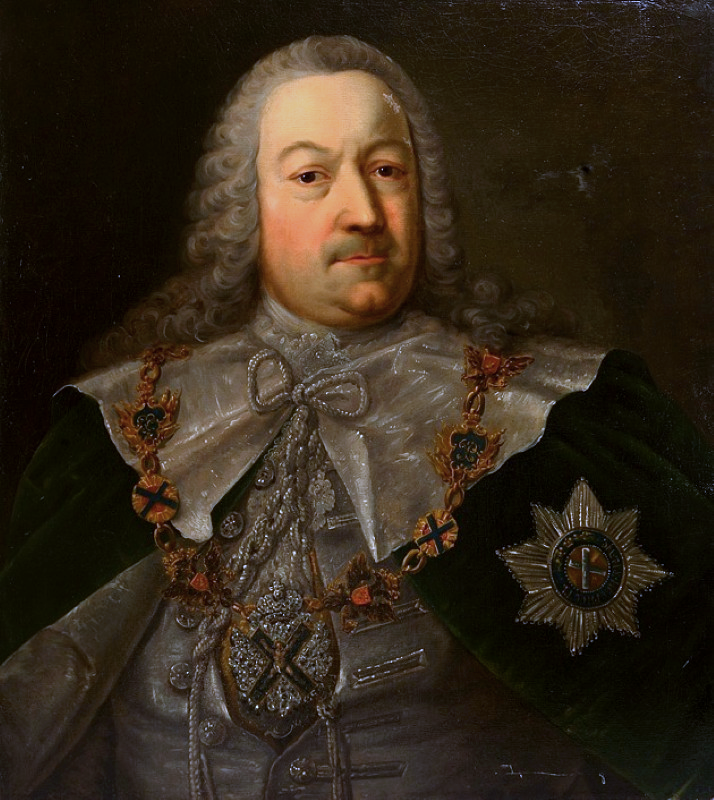
Herman Karl von Keyserling, précepteur du jeune Poniatowski.
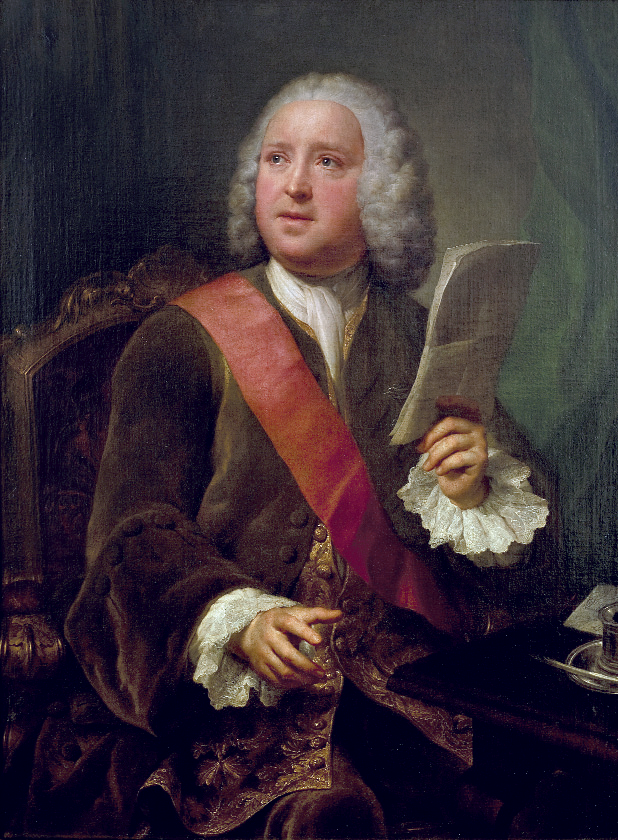
Charles Hanbury Williams, ami de Stanislas Auguste Poniatowski.

#### Débuts en politique (1752-1755)

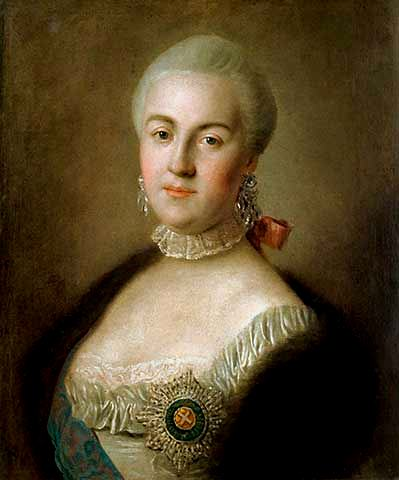
La grande duchesse Catherine Alexeïevna (vers 1761) par Pietro Rotari.

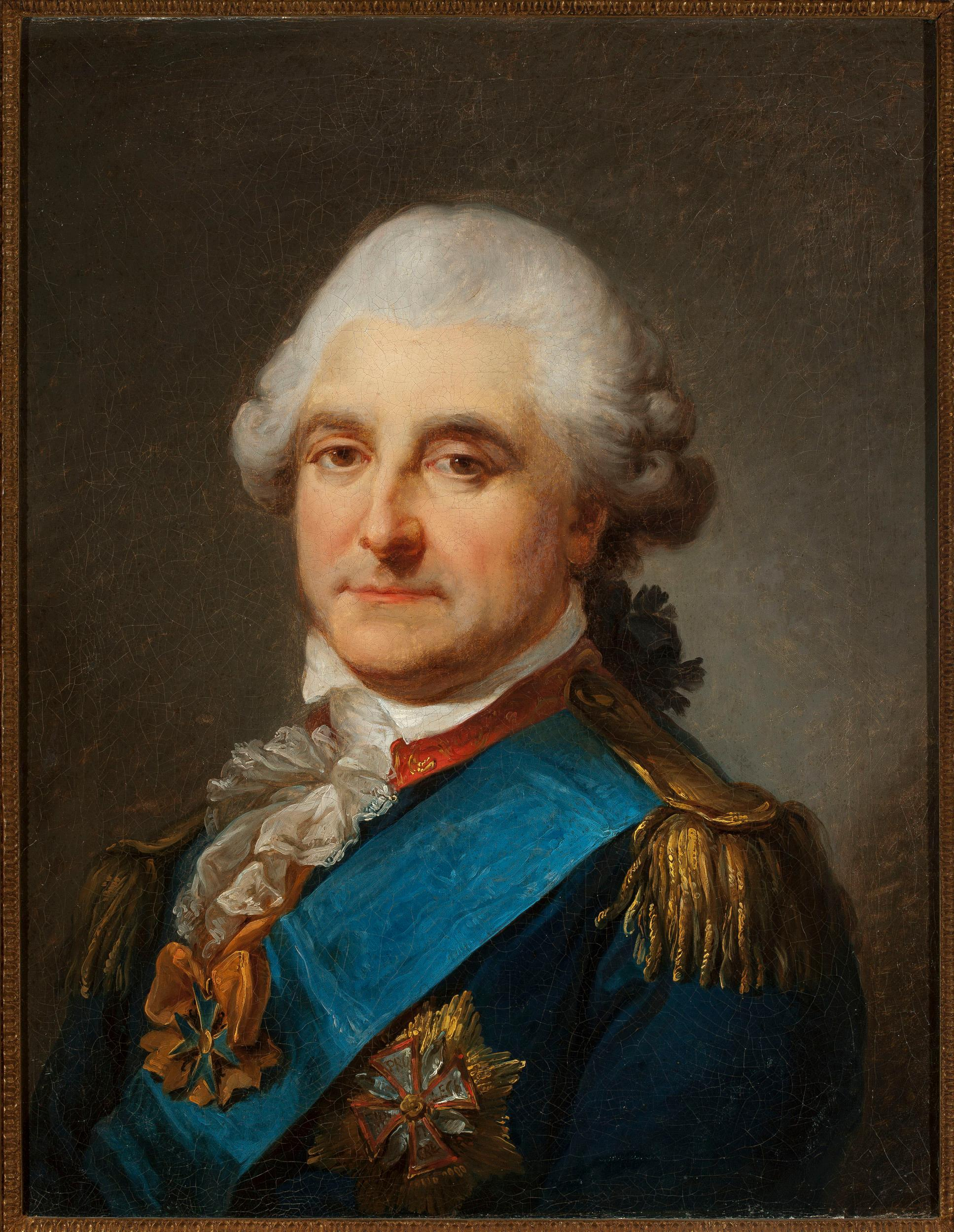
Portrait de Stanislas II Auguste en uniforme militaire (1785), par Marcello Bacciarelli.

Au cours de l'année 1752, son père lui acquiert le titre de staroste de Przemyśl et il fait son entrée à la Diète.
En mars 1753, il entreprend un nouveau voyage à l'étranger, d'abord dans les possessions des Habsbourg d'Autriche. À Vienne, il rencontre de nouveau son ami Williams. Il passe ensuite quelque temps aux Pays-Bas, où il rencontre des membres éminents de la sphère politique et économique du pays. À la fin du mois d'août, il arrive à Paris, où il fréquente les salons et rencontre l'élite intellectuelle. Il devient l'ami de Mme Geoffrin, qu'il appelle maman. Il quitte Paris en février 1754, et se rend en Angleterre, où il passe quelques mois. Là, il se lie d'amitié avec Charles Yorke, futur Lord Chancelier de Grande-Bretagne. Il rentre ensuite en Pologne.
L'année suivante, il reçoit le titre de « stolnik (panetier) de Lituanie ».
Il se rapproche de la Familia dont la principale figure est Michał Fryderyk Czartoryski, grand-chancelier de Lituanie. En 1755, grâce à ses liens avec la famille Czartoryski, il est envoyé à Saint-Pétersbourg au service de Williams, qui vient d'être nommé ambassadeur d'Angleterre en Russie.

#### Relations avec la grande-duchesse Catherine (1755-1758)
C'est à ce moment qu'il rencontre la princesse Catherine Alexeievna, épouse du petit-fils de Pierre le Grand, Pierre de Holstein-Gottorp, le futur tsar Pierre III. La princesse, âgée de 25 ans et mariée (pas très heureuse) depuis 10 ans, s'entiche de ce beau jeune homme de 22 ans. En raison d'une intrigue de cour, Poniatowski doit quitter Saint-Pétersbourg en juillet 1756. Mais grâce à l'influence combinée de Catherine, de l'impératrice Élisabeth Ire et du chancelier Alexis Bestoujev-Rioumine, il est nommé ambassadeur de Saxe et revient à la cour de Russie un an plus tard, où il reprend ses relations avec Catherine.
Cette nomination fait alors l'objet d'intrigues entre différents gouvernements européens, certains soutenant sa nomination, d'autres exigeant son retrait[réf. nécessaire].
Le 6 juillet 1758, le prince Pierre surprend son épouse et son amant en flagrant délit d'adultère. Poniatowski doit à nouveau quitter Saint-Pétersbourg (14 août 1758).

#### L'implication dans la vie politique polonaise (1758-1762)
De retour en Pologne, il participe aux diètes de 1758, 1760 et 1762, défendant les positions favorables à la Russie et hostiles à la Prusse de la Familia. Son père meurt en 1762, lui laissant un héritage convenable.

#### L'avènement deCatherineIIet ses conséquences pour Stanislas (1762-1763)
Après la mort de Pierre III (9 juillet 1762), après quelques mois de règne, Catherine prend sa place sur le trône de Russie. Elle enverra à Stanislas plusieurs lettres le soutenant pour accéder au trône de Pologne, mais lui demandant aussi de rester loin de Saint-Pétersbourg. Un mariage entre Stanislas et Catherine II est pourtant considéré comme plausible par les observateurs internationaux,, en particulier par le gouvernement ottoman qui redoute l'alliance entre la Russie et la Pologne.

### L'élection et les premières année du règne (1764-1772)

#### L'interrègne et la diète de convocation (1763-1764)

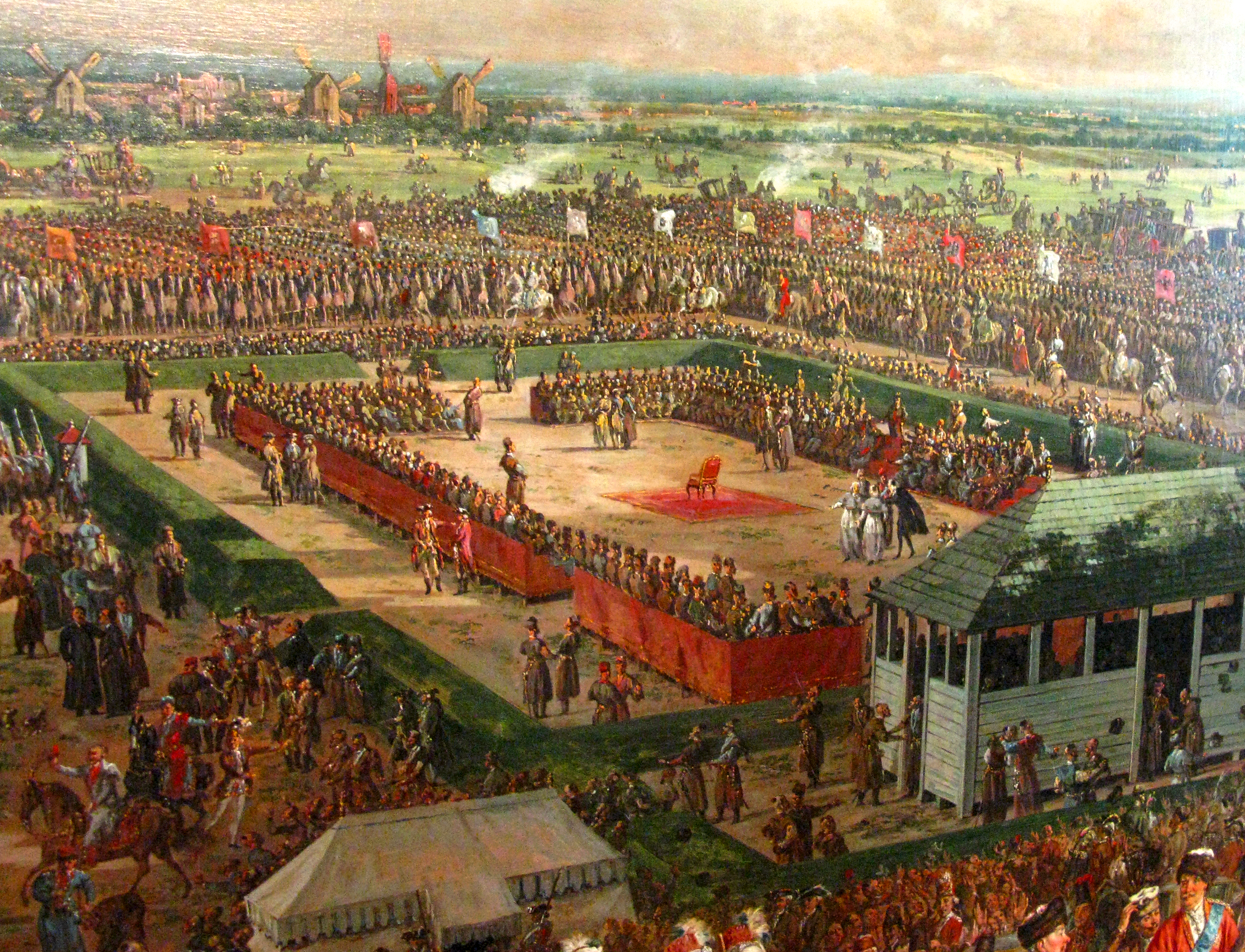
L'Élection de Stanisław August Poniatowski (détail, 1778), par Bernardo Bellotto.

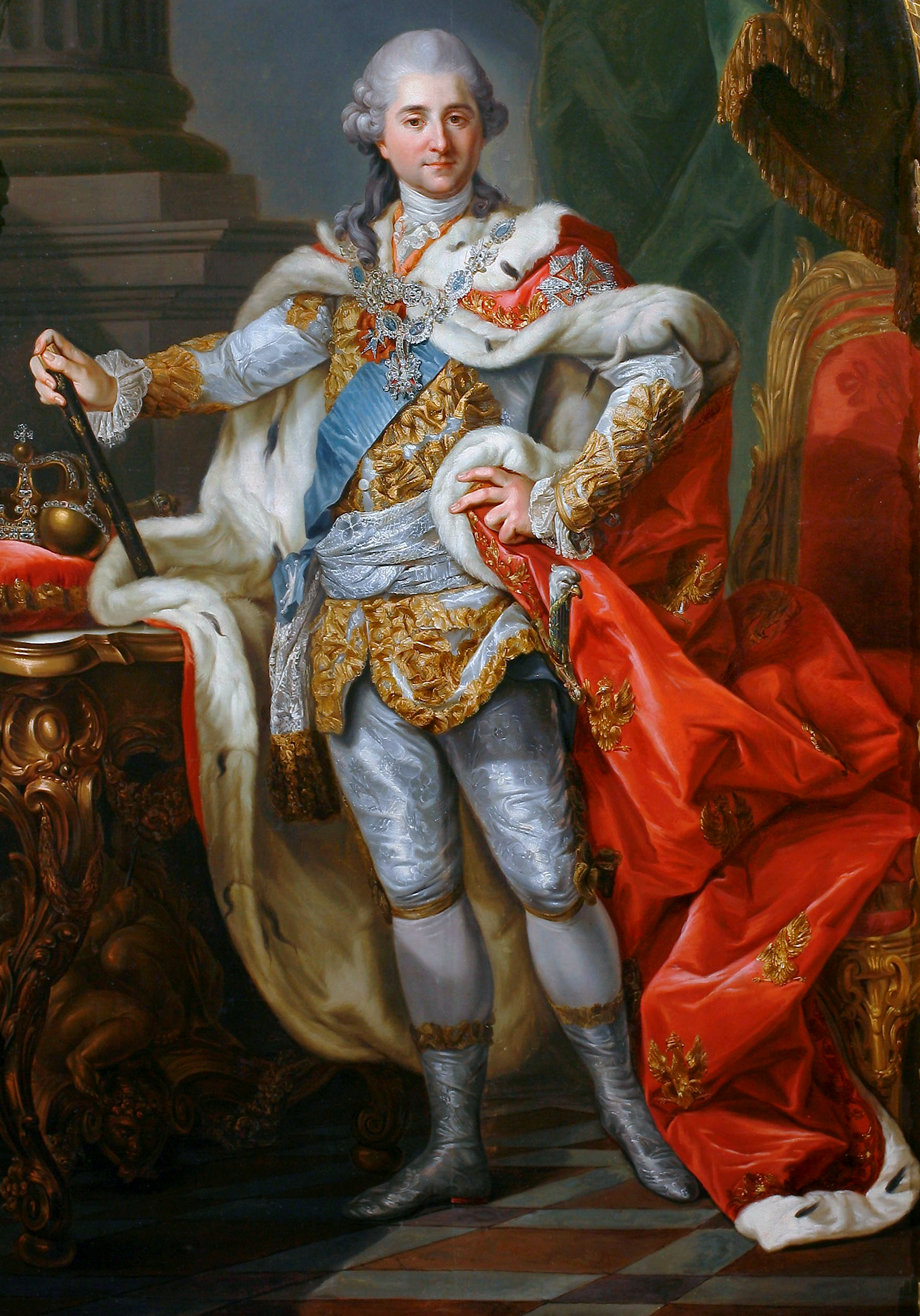
Portrait de Stanislas II en costume de couronnement (1764), par Marcello Bacciarelli.

Après la mort d'Auguste III, le 2 octobre 1763, des négociations commencent concernant l'élection du nouveau roi. Catherine II fait connaître son soutien à Stanislas Antoine Poniatowski en envoyant environ 2,5 millions de roubles pour soutenir son élection. Elle exprime aussi ce soutien dans une lettre à Frédéric II du 17 novembre 1763.
Les partisans et les opposants de Poniatowski s'opposent militairement dans des affrontements mineurs.
La diète de convocation, préalable obligé à la diète chargée d'élire le roi, est appelée le 8 novembre par le primat de Pologne, roi par intérim (interrex).
C'est vers cette époque qu'arrive à Varsovie le diplomate russe Nicolas Repnine, afin d'assister l'ambassadeur Herman Karl von Keyserling, tombé malade. Repnine et le représentant prussien, Johann zu Carolath-Beuthen, manifestent leur soutien à Poniatowski auprès du primat. Le représentant autrichien, Mercy-Argenteau, essaie de s'opposer à la manœuvre russo-prussienne en recherchant l'appui du pape.
Les élections à la Chambre des députés (Izba poselska) ont lieu en février-mars 1764. Stanislas Antoine Poniatowski est élu député de la région de Varsovie.
Le 11 avril, un accord est signé entre la Russie et la Prusse sur une candidature commune au trône de Pologne, qui doit être portée par Poniatowski. Un appel aux troupes russes est lancé par Auguste Alexandre Czartoryski et André Zamoyski.
La diète, dont la session commence le 7 mai, se réunit sous le régime de la « confédération » et en présence de troupes russes et d'unités privées de la famille Czartoryski. La présidence revient à Adam Kazimierz Czartoryski, chef du parti de la Familia. Dès le 7 mai, 22 sénateurs et 46 députés publient un manifeste dénonçant cette situation anormale. La session se poursuit néanmoins jusqu'au 23 juin, en l'absence de nombre de ses membres. Elle va être à l'origine de mesures très importantes pour les institutions du pays.
Elle ratifie le traité de 1686 avec la Russie et reconnaît le titre impérial du tsar (revendiqué depuis 1721) et le titre royal du roi de Prusse (depuis 1701).
Elle supprime les droits de douane entre le royaume de Pologne et le grand-duché de Lituanie et établit un droit de douane général aux frontières de la République de 3,3 %, supprimant les autres droits existants ; unifie les poids et mesures.
Elle supprime le liberum veto en matière fiscale ; le système de la jurydika (« juridiction (noble) ») ; établit une taxation sur les nobles propriétaires de biens dans les villes ; limite les troupes privées à 300 hommes.
Elle limite les pouvoirs du Sénat et interdit d'imposer un mandat obligatoire aux députés.

#### La diète d'élection et l'avènement (septembre-novembre 1764)
Lorsque la diète électorale se réunit à Wola, l'armée russe est déployée aux alentours. Faute surtout de candidat sérieux — la famille Czartoryski aurait bien vu dans ce rôle le prince Adam Kazimierz Czartoryski, considéré par ses contemporains comme « débauché, sinon dépravé »[réf. nécessaire], mais celui-ci a finalement refusé de se présenter — Stanislas, âgé de 32 ans, est élu roi de Pologne et grand-duc de Lituanie, le 7 septembre 1764.
Il jure fidélité aux pacta conventa le 13 novembre et est couronné par Ladislas Lubienski, archevêque de Gniezno et primat de Pologne, dans la cathédrale Saint-Jean de Varsovie, le 25 novembre.
La diète de couronnement, convoquée dès le 10 septembre, est élue le 29 octobre et siège du 3 au 20 décembre. Elle approuve les décisions de la diète de convocation et de la diète électorale, notamment les pacta conventa de Stanislas II.

#### Tentatives de réformes
Le début du règne de Stanislas II est marqué par le soutien qu'il reçoit de la nation et de la petite noblesse. Dans les premières années, il tente d'introduire un certain nombre de réformes. Il fonde l'Académie du Corps des Cadets de la Noblesse et forme un service diplomatique avec des représentants dans toutes les cours d'Europe, la Russie et l'Empire ottoman. Le 7 mai 1765, est créé l'ordre de Saint-Stanislas, comme deuxième ordre de chevalerie de la Pologne, pour récompenser un service remarquable rendu au roi. Avec la Familia, il essaie de réformer le gouvernement, en réduisant les pouvoirs des hetmans (hauts commandants militaires) et des trésoriers, au profit des commissions élues par la Diète. Dans ses mémoires, Poniatowski appelle cette période « les années d'espoir ». Mais la Familia, surtout intéressée à renforcer ses propres pouvoirs, est vite mécontente de cette politique trop conciliante. Très vite elle se rapproche de ses anciens adversaires politiques. Le roi et la Familia s'opposent sur les droits des minorités religieuses, le premier soutenant une politique de tolérance religieuse, la seconde s'y opposant. Cette difficile alliance entre le roi et la Familia se poursuit tant bien que mal, pendant la première décennie du règne.
Catherine II qui a pourtant soutenu l'accession au trône de son ancien amant pour s'assurer que la Pologne-Lituanie resterait un État faible sous tutelle de la Russie, n'a aucun désir de voir le pouvoir royal polonais se renforcer et la Pologne redevenir un État fort. Profitant du fossé qui grandit entre Poniatowski et la Familia, elle utilise cette question comme prétexte pour intervenir dans la politique intérieure de la République et déstabiliser le pays.

#### La diète de Repnine (1767)
Lors de la diète réunie en octobre 1766, Poniatowski tente de promouvoir une réforme radicale, visant à restreindre la pratique du Liberum veto.
Des conservateurs, tels que Michał Wielhorski, soutenus par les ambassadeurs de Prusse et de Russie (Nicolas Repnine), y sont fermement opposés. Les opposants forment avec l'appui russe une ligue, la confédération de Radom.
Lors de la diète de 1767, les réformes proposées par le roi, non soutenues par la Familia, échouent. Cette diète est dite « diète de Repnine » en raison du rôle qu'y a joué l'ambassadeur russe ; Repnine garantit le soutien de la puissante Russie à la Liberté dorée de la noblesse polonaise, enchâssée dans les lois cardinales (en) (Prawa kardynalne), ensemble de dispositions définissant le fonctionnement institutionnel de la République, que la diète a été contrainte d'adopter (notamment, le maintien du liberum veto).

#### La confédération de Bar et le premier partage de la Pologne (1772)

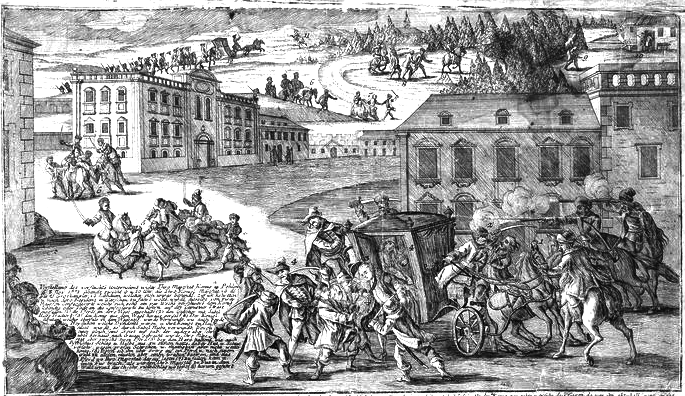
Gravure d'époque figurant l'enlèvement de Stanislas II dans la nuit du 2 au 3 novembre 1771.

Bien qu'elle ait abandonné la cause de Stanislas II, la Familia ne reçoit pas en échange ce qu'elle attendait des Russes, qui continuent de faire pression pour les droits des non-catholiques, orthodoxes ou protestants.
Les opposants se rallient alors sous la bannière de la Confédération de Bar, dirigée contre les dissidents, le roi et les Russes, et la situation dégénère en guerre civile et étrangère.
Après une tentative infructueuse de trouver des alliés en Europe occidentale (France, Angleterre et Autriche), le roi et la Familia (maintenant réconciliés) n'ont d'autre choix que de s'appuyer sur la Russie. La France apportera d'ailleurs son aide directe à la confédération (Dumouriez) et l'Autriche lui sera plutôt favorable.
Le roi soutenant l'engagement de l'armée russe contre la confédération, son conseil dirigeant proclame sa déchéance en 1770 et, durant la nuit du 2 au 3 novembre 1771, le roi est enlevé puis fait prisonnier par les confédérés pour être ensuite brièvement retenu à l'extérieur de Varsovie, avant qu'il ne parvienne à s'échapper. Cette opération manquée a des répercussions en Europe, où l'opinion éclairée se montre de plus en plus hostile à « l'anarchie nobiliaire en Pologne » (Voltaire par exemple).
Dans cette situation de chaos continu, l'Autriche de Marie-Thérèse et la Prusse de Frédéric II décident d'intervenir aux côtés de la Russie pour rétablir l'ordre, avec en contrepartie l'annexion d'une partie de territoires de la République. La confédération est contrainte à la capitulation au début de 1772 et nombre de ses dirigeants à l'exil, notamment en France. Le premier partage de la Pologne est acté par le traité de Saint-Pétersbourg du 22 septembre 1772.

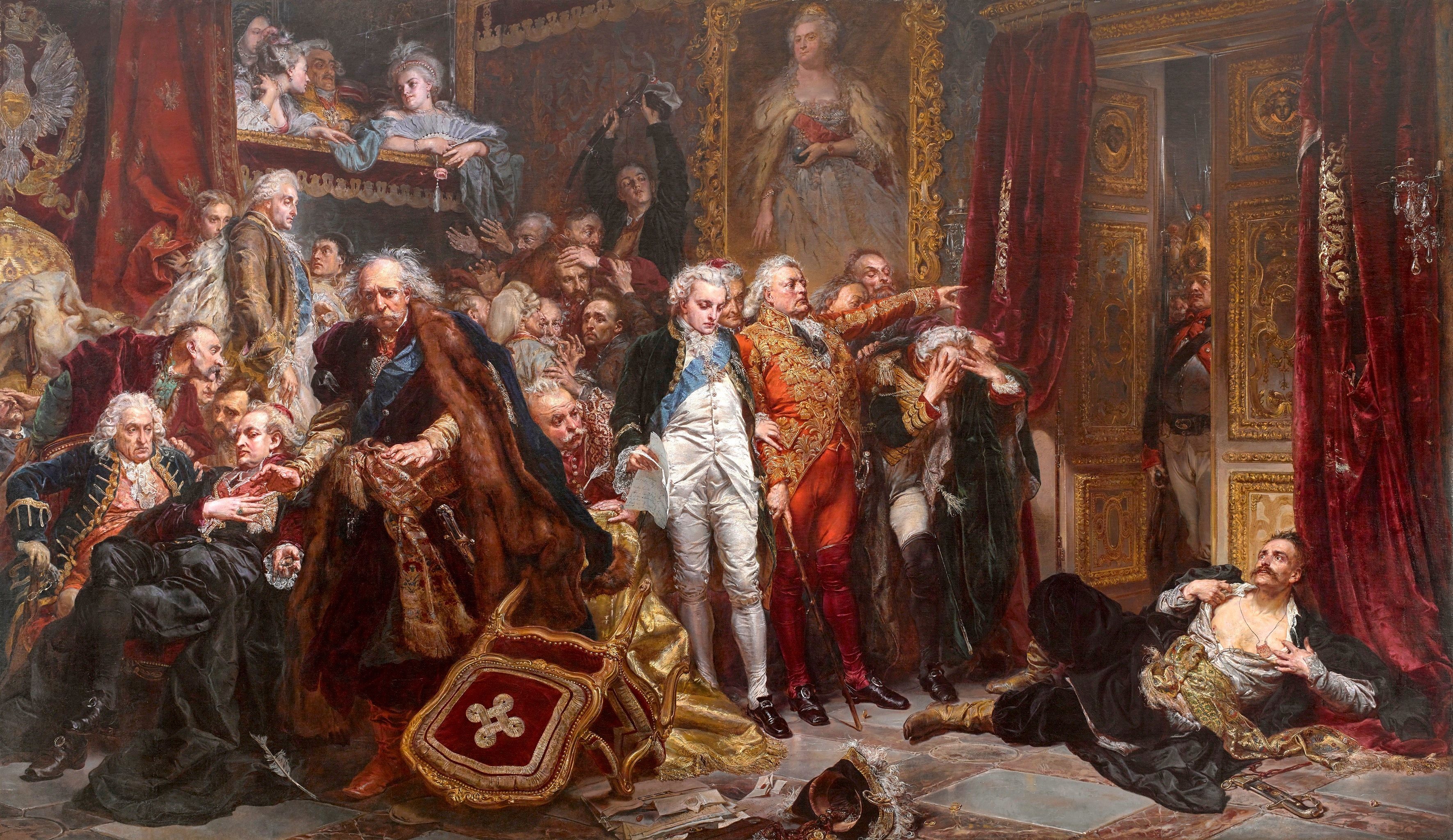
La Protestation de Tadeusz Rejtan, lors de la diète de Partition (1866), vue par Jan Matejko.

Malgré ses protestations, Stanislas II s'est révélé impuissant pour s'y opposer. Pendant un certain temps, il envisage d'abdiquer. Pendant la diète de Partition de 1773-1775, dans laquelle la Russie est représentée par l'ambassadeur Otto von Stackelberg, Varsovie est occupée pour convaincre la diète qu'aucune possibilité n'est envisageable autre que la soumission.

### La seconde période du règne (1773-1791)

#### Réformes et opposition intérieure aux réformes
Poniatowski et la diète finissent par accepter le traité de partition. Dans le même temps, plusieurs autres réformes sont adoptées. Les lois cardinales sont confirmées et garanties par le partage du pouvoir. Le roi perd le droit de donner des titres, de nommer les officiers militaires, les ministres et les sénateurs. Les terres de la Couronne sont attribuées par le biais d'une vente aux enchères.
Dans le but de rendre le gouvernement plus facile à contrôler que la diète indisciplinée, celle-ci est amenée à créer deux institutions notables : le Conseil permanent, la plus haute autorité administrative de la république des Deux Nations, et la Commission de l'éducation nationale. Si le but des occupants est bien que le pays demeure sous influence russe, il n'en demeure pas moins qu'il s'agit là d'une amélioration significative de la gouvernance. La nouvelle législation étant garantie par l'Empire russe, cela lui donne une excuse pour interférer dans la politique de la République.
Par suite de la diète de partition, la scène politique voit la montée d'une faction conservatrice qui s'oppose au Conseil permanent, qu'elle considère comme une menace pour la Liberté dorée. Cette faction est appuyée par la famille Czartoryski, mais pas par le roi, qui se montre très habile à faire en sorte que le Conseil suive ses vœux. De nouvelles factions pro et anti-roi se créent. La faction royale est composée principalement de gens redevables au roi, qui prévoient de construire leur carrière à son service. Peu sont au courant de ses projets de réformes, cachés à l'opposition conservatrice et à la Russie. Poniatowski remporte une victoire politique lors de la diète de 1776 qui renforce le gouvernement. Le chancelier Andrzej Zamoyski est chargé de rédiger un code civil, connu sous le nom de Code Zamoyski (en). Si la Russie appuie certaines réformes de 1776, elle s'oppose tout de même à renforcer le pouvoir royal et soutient l'opposition pendant la diète de 1778. Cela a marqué la fin des réformes de Poniatowski qui n'a plus aucun soutien.

#### La période de la Grande Diète (1788-1791)

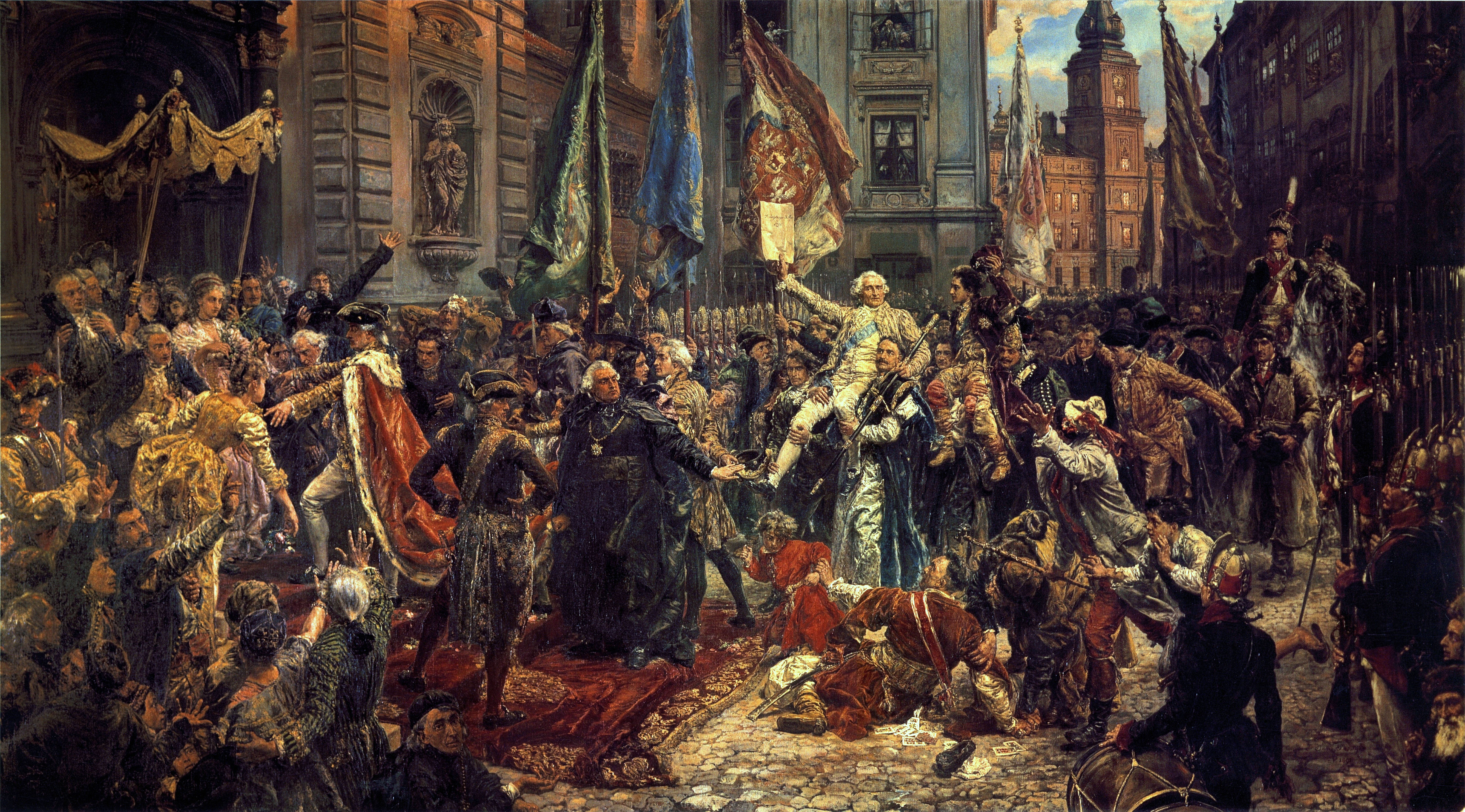
L'Adoption de la Constitution du 3 mai (1891), vue par Jan Matejko.

Au début des années 1780, Catherine II favorise quelque peu Poniatowski contre son opposition, mais ne soutient aucune de ses réformes significatives. Bien qu'il possède une majorité à la Diète, Poniatowski est incapable de faire adopter la plus petite réforme. Le Code Zamoyski est rejeté lors de la diète de 1780 et les attaques d'opposition au roi dominent les diètes de 1782 et 1786.
À la fin des années 1780, Dans le contexte des guerre austro-turque de 1788-1791 et guerre russo-turque de 1787-1792, Stanislas II tente de s’immiscer dans l'alliance austro-russe (1791), pressentant que la guerre avec les Ottomans est une opportunité pour renforcer la République. Considérant qu'une forme d'alliance militaire limitée avec la Pologne contre les Ottomans peut lui être utile, Catherine II permet à la prochaine diète d'être unie. Il devient possible de faire passer quelques réformes. L'alliance Pologne-Russie ne sera pas mise en œuvre, car le seul compromis acceptable s'est avéré peu attrayant pour les deux parties.
Dans sa politique étrangère, rejetée par la Russie, la Pologne se tourne vers un autre allié potentiel, la Triple-Alliance, représentée sur la scène diplomatique polonaise principalement par le royaume de Prusse, qui mène au traité d'alliance et d'amitié entre la Pologne-Lituanie et la Prusse, finalement futile. Le virage pro-prussien n'est pas soutenu par Poniatowski, qui néanmoins adhère à la décision de la majorité des députés de la Diète.
Lors de la Grande Diète de quatre ans (1788-1792), Poniatowski lie son sort avec celui des réformateurs, associés au Parti patriotique de Stanisław Malachowski, Ignacy Potocki et Hugo Kołłątaj, co-auteurs de la Constitution polonaise du 3 mai 1791.

#### La constitution du3 mai 1791et ses conséquences
La Constitution introduit des réformes radicales. Poniatowski la décrit lui-même comme « fondé principalement sur ceux d'Angleterre et des États-Unis d'Amérique ». Elle demeure cependant un travail inachevé. Un nouveau code civil et pénal (provisoirement appelé Code Stanisław Auguste) est alors en cours d'élaboration. Poniatowski planifie également une réforme améliorant la situation des Juifs polonais.
L'adoption de la Constitution du 3 mai, bien qu'applaudie officiellement par Frédéric-Guillaume II de Prusse, qui adresse une note de félicitations à Varsovie, cause de nouvelles inquiétudes en Prusse. Les contacts des réformateurs polonais avec l'Assemblée nationale française sont perçus par les voisins de la Pologne comme une preuve d'une conspiration et d'une menace pour leurs monarchies absolues.
Catherine II est furieuse de l'adoption de la Constitution, qui menace l'influence russe en Pologne. Un des principaux auteurs de la politique étrangère de la Russie, Alexander Bezborodko, en apprenant la Constitution, a déclaré que « Les pires nouvelles possibles sont arrivées de Varsovie : le roi polonais est presque devenu souverain ».

### Les dernières années

#### La guerre de 1792 et le deuxième partage (1793)

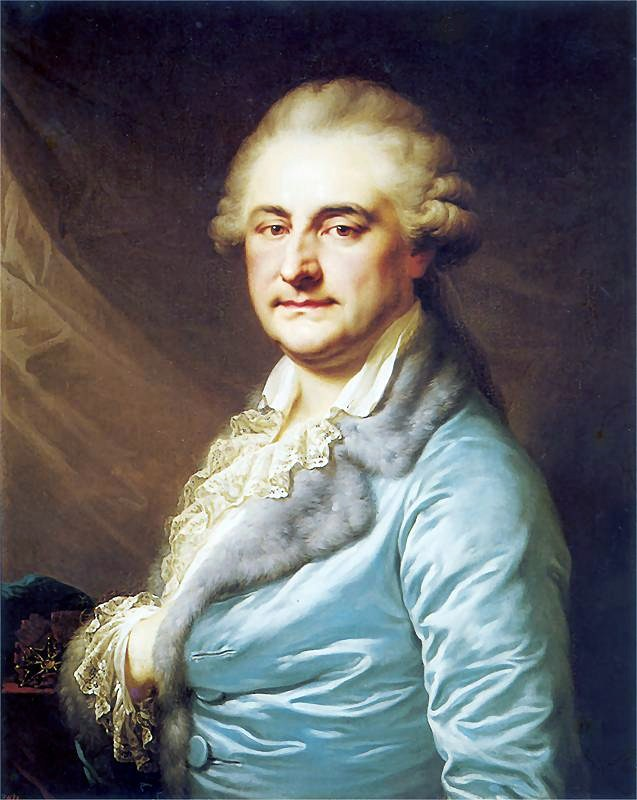
Portrait du roi Stanislaw II Augustus, par Johann Baptist von Lampi.

Peu de temps après, la noblesse polonaise conservatrice forme la Confédération de Targowica pour renverser la Constitution, qu'elle considère comme une menace pour les libertés et les privilèges. Les confédérés demandent l'aide de la Russie. Alors que les guerres contre l'Empire ottoman et contre la Suède viennent de prendre fin, Catherine II peut désormais s'occuper de la Pologne. Les armées russes franchissent la frontière, marquant le début de la guerre russo-polonaise de 1792, également connue sous le nom de guerre de défense de la Constitution.
Peu après l'adoption de la Constitution, la Diète décide d'augmenter le contingent pour passer à 100 000 hommes, mais par manque de temps et de fonds suffisants ce nombre est loin d'être atteint. Poniatowski et les réformateurs ne disposent tout au plus que de 37 000 hommes, dont bon nombre sont de jeunes recrues sans expérience. Cette armée, sous le commandement de Józef Poniatowski, neveu du roi, et de Tadeusz Kościuszko, qui s'est illustré lors de la guerre d'indépendance des États-Unis, parvint à retarder l'avance des Russes et même à les repousser à plusieurs reprises. Afin de récompenser les troupes polonaises, qui viennent de vaincre à la bataille de Zieleńce, le roi crée l'ordre militaire de Virtuti Militari.
En dépit des demandes polonaises, la Prusse a refusé d'honorer ses obligations d'alliance. En fin de compte, la supériorité numérique russe est trop grande et la défaite paraît inévitable. Les tentatives de négociation avec la Russie se révèlent inutiles. En juillet 1792, lorsque Varsovie est encerclée par les troupes russes, le roi décide que la reddition est la seule alternative à la défaite totale. Après avoir reçu des assurances de l'ambassadeur de Russie, Yakov Bulgakov, qu'aucun changement territorial ne se produira, le cabinet des ministres, appelé Gardiens des lois, créé par la Constitution du 3 mai, se prononce pour la cessation des hostilités.
Le 24 juillet 1792, Poniatowski rejoint la Confédération de Targowica. L'armée polonaise est dissoute. Beaucoup de partisans de la réforme, croyant leur cause perdue, s'exilent eux-mêmes. Poniatowski et les réformateurs perdent une grande partie de leur influence. Pour les Confédérés de Targowica la victoire est amère. À leur grande surprise, le deuxième partage de la Pologne est enclenché. Avec les nouveaux députés subornés ou intimidés par les troupes russes, la Diète de Grodno réunie le 23 novembre 1793 annule tous les actes de la Grande Diète y compris la constitution. Face à son impuissance, Poniatowski songe à abdiquer.

#### La fin de la république des Deux Nations (1794-1795)

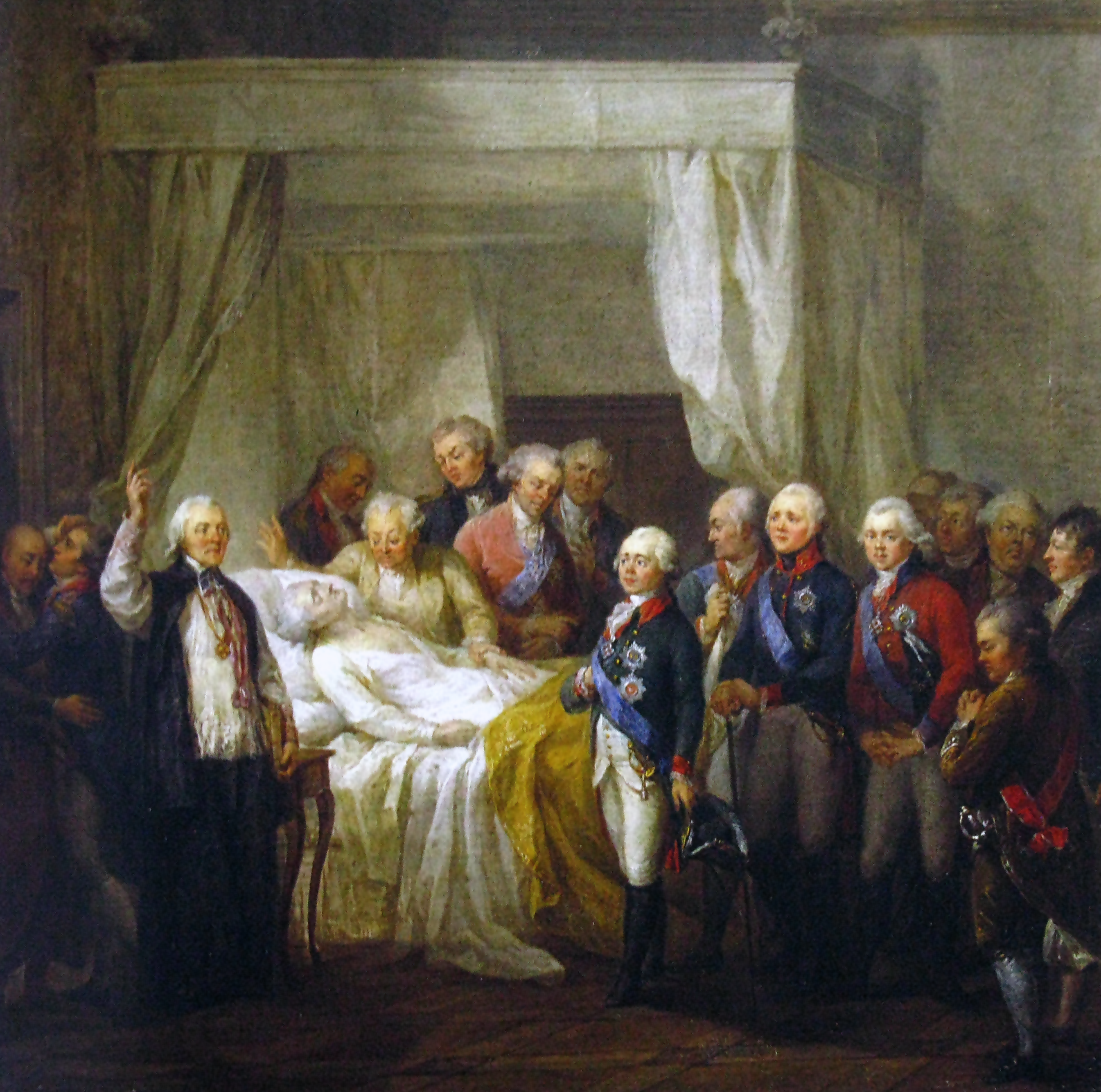
La Mort de Stanisław August Poniatowski (après 1798), vue par Marcello Bacciarelli.

Les plans de Poniatowski pour sauver ce qu'il est encore possible de sauver sont ruinés par l'insurrection de Kościuszko qui éclate le 24 mars 1794. Ne voyant aucune autre option honorable, le roi soutient rapidement l'insurrection. La défaite est un coup mortel pour la république des Deux Nations.
Poniatowski essaie dans la brève période qui suit de gouverner ce qui reste du pays, mais le 2 décembre 1794, Catherine II exige qu'il quitte Varsovie. Vers cette époque, son portrait cesse d'être utilisé sur les pièces de monnaie émises en Pologne (pour peu de temps).
Le roi part le 7 janvier 1795, escorté par des militaires russes, et est d'abord installé à Grodno.
Le 24 octobre 1795, l'acte final du troisième partage de la Pologne est signé. Le 25 novembre, Poniatowski signe son abdication.

#### La fin d'un roi déchu (1796-1798)
Catherine II décède le 17 novembre 1796, son fils Paul lui succède. Le 15 février 1797, Poniatowski part pour Saint-Pétersbourg. Il espère être autorisé à voyager à l'étranger, mais n'en obtiendra jamais l'autorisation.
Résidant dans le palais de marbre de Saint-Pétersbourg, ancienne demeure du favori de la Grande Catherine, le comte Grigori Orlov, il vit de la pension qui lui est accordée par le gouvernement russe. Malgré les difficultés, il ne cesse de soutenir ses anciens alliés et essaie de défendre les intérêts polonais devant la cour de Russie. Il travaille également à ses mémoires.
Stanislas Auguste Poniatowski meurt d'un accident vasculaire cérébral le 12 février 1798. Paul Ier lui accorde les honneurs d'un enterrement royal.

## Postérité

### Lieux d'inhumation de 1798 à nos jours
Le 3 mars, il est inhumé en l'église Sainte-Catherine de Saint-Pétersbourg.
En 1938, alors que les autorités soviétiques projette de démolir l'église, ses restes sont transférés dans le plus grand secret en Pologne et déposés dans une église à Wołczyn (Wowchyn, en Biélorussie, arrondissement de Brest, canton de Kamieniets), son lieu de naissance.
En 1990, en raison du mauvais état de cette église, son corps est une nouvelle fois transféré, mais cette fois en Pologne, dans la cathédrale Saint-Jean de Varsovie, où avait été célébrée par un Te Deum l'adoption de la Constitution polonaise du 3 mai 1791 dont il avait été l'un des rédacteurs et qu'il avait approuvée. Une dernière cérémonie funéraire a lieu le 14 février 1995.

### Mémoire

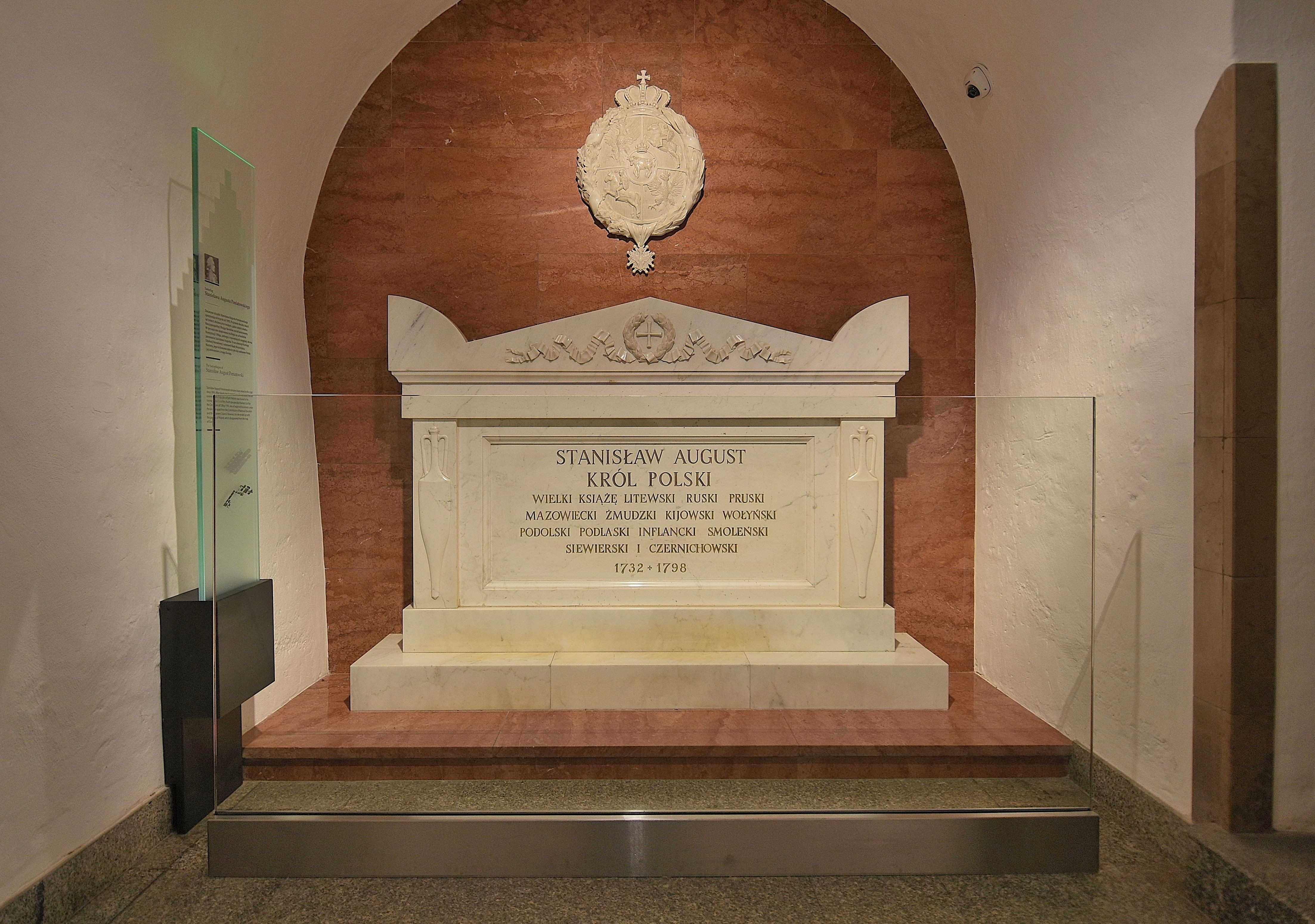
Tombeau de Stanislas II, cathédrale Saint-Jean de Varsovie.
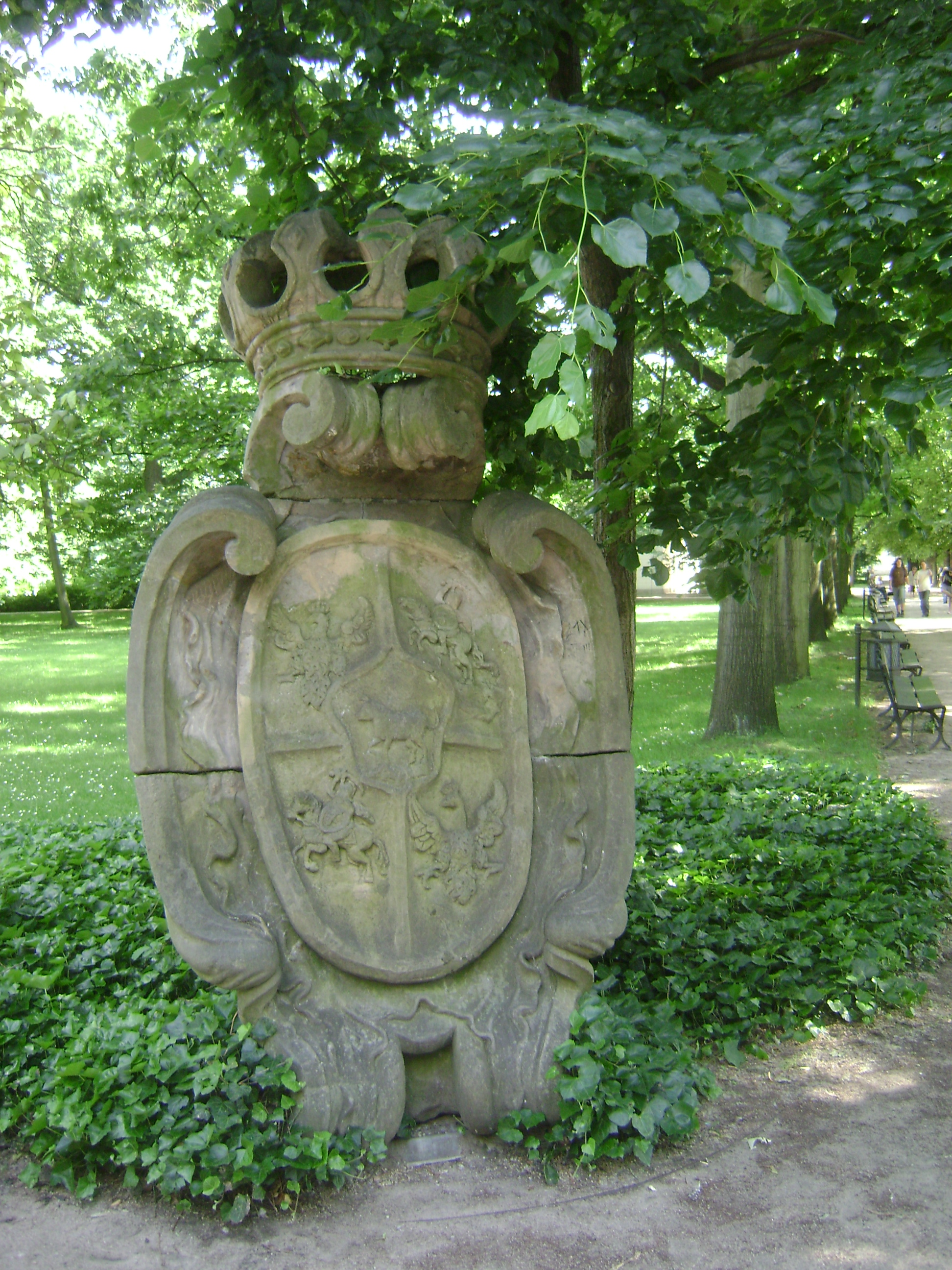
Blason de Stanislas II, parc Łazienki à Varsovie.
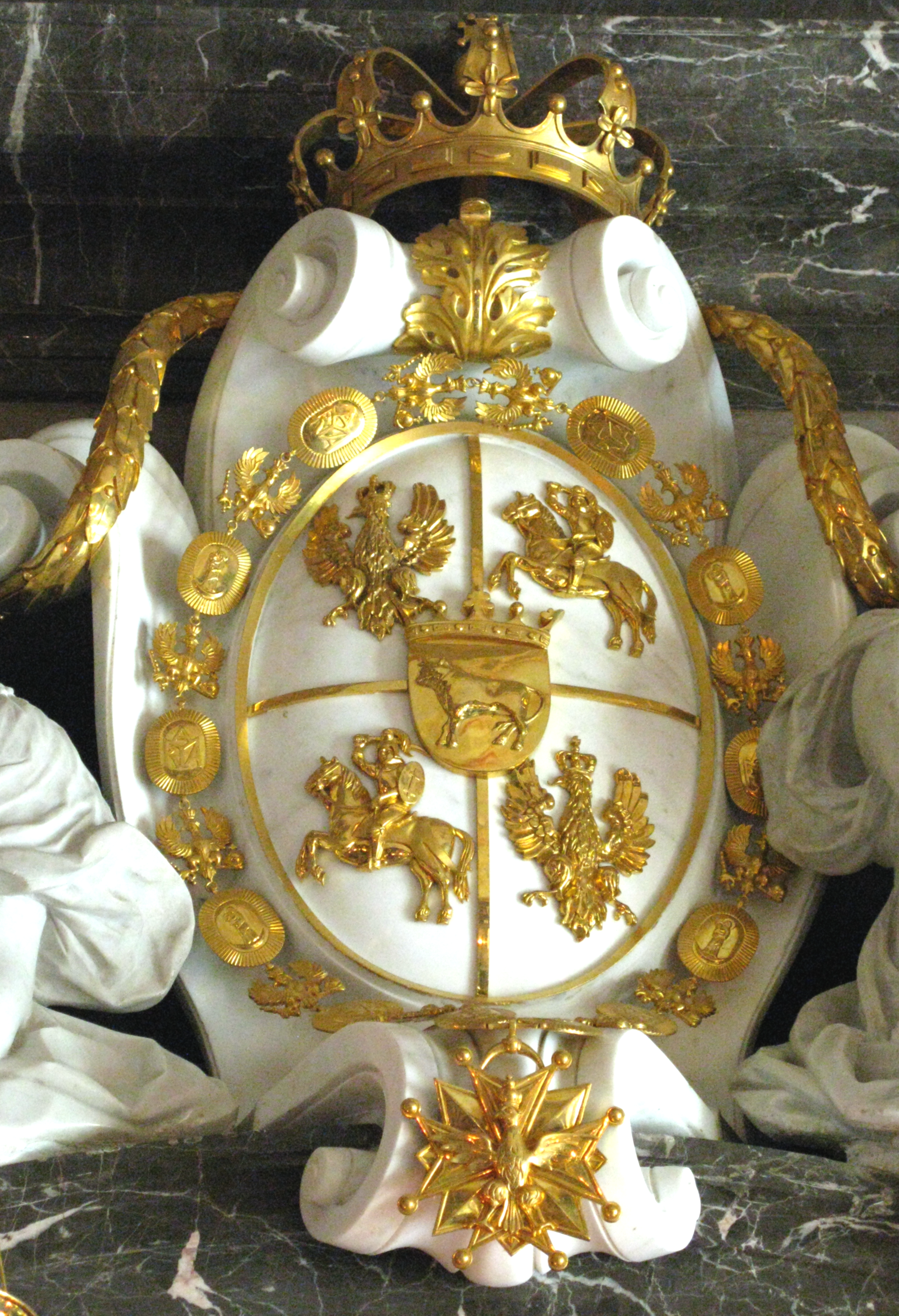
Blason de Stanislas II orné du collier de l'ordre de l'Aigle blanc.
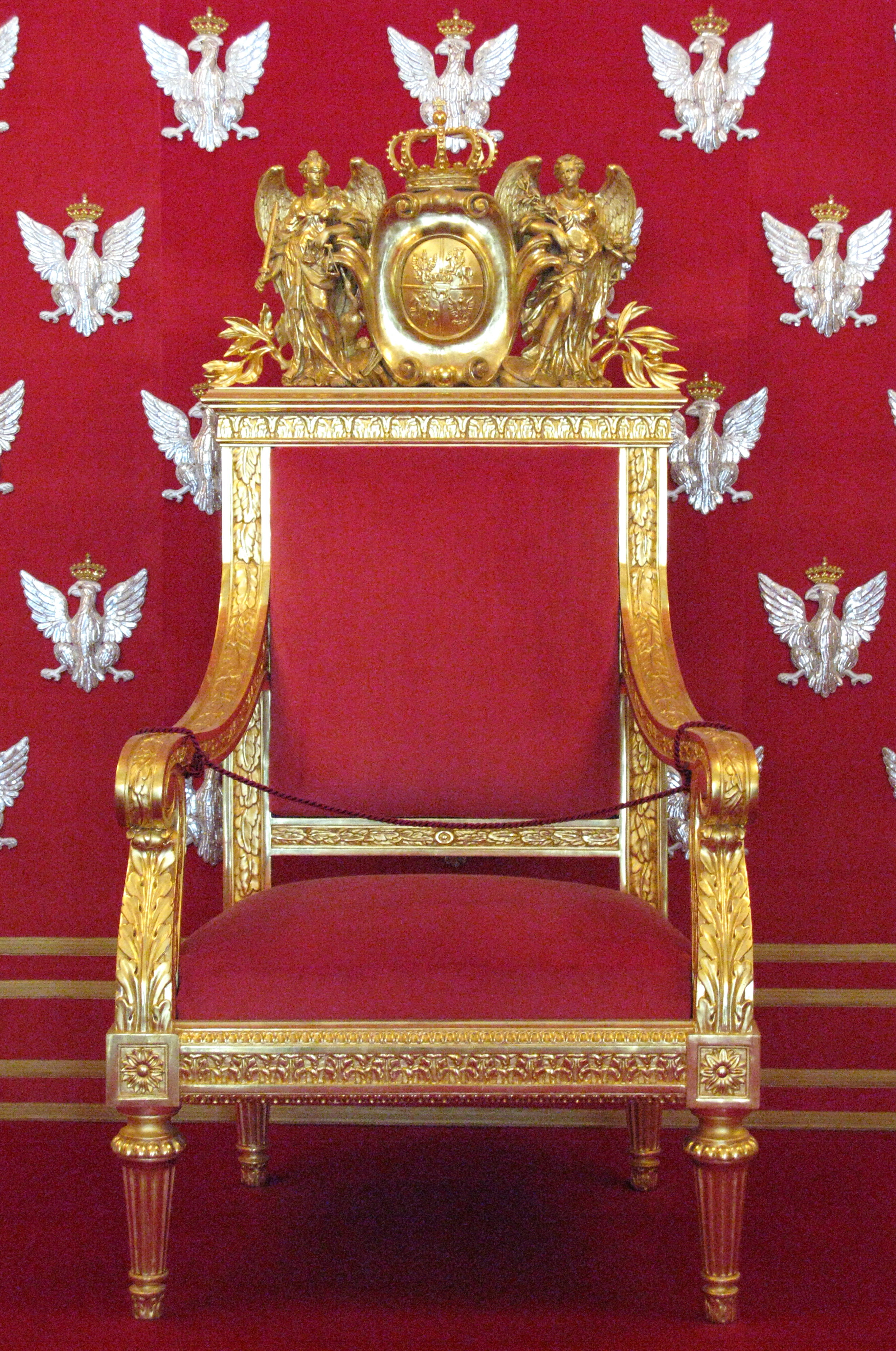
Trône de Stanislas II, palais royal de Varsovie.

Un monument en son honneur est érigé dans l'église Sainte-Catherine.
En Pologne, on trouve des rues portant le nom de Stanislas Auguste : (ulica) Stanisława Augusta, notamment à Varsovie, Przemysl, Rzeszow.
Les papiers personnels de la famille Poniatowski sont conservés aux Archives nationales sous la cote 340AP.

## Généalogie

### Descendance

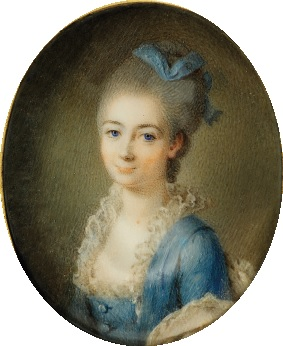
Caterina Gattai-Tomatis, danseuse et maîtresse du roi Stanislas.

Poniatowski ne s'est jamais marié. Si dans sa jeunesse il est épris sa cousine Elżbieta Czartoryska, le père de la jeune fille, August Aleksander Czartoryski, ne le trouve pas suffisamment riche ou influent pour approuver une telle union. Quand la position du jeune homme s'est améliorée, la jeune fille était déjà mariée.
Les Pacta conventa auxquels il jure fidélité lors de son couronnement précisent qu'il devra épouser une femme issue de la noblesse polonaise. Au moment de son accession au trône, Poniatowski espère encore devenir l'époux de Catherine II[réf. nécessaire]. Le 2 novembre 1763 (Auguste III est mort le 5 octobre), dans un moment de doute, il lui écrit : « Si je désire le trône, c'est parce que je vous ai vue dessus ». Quand elle déclare clairement par la voix de son ambassadeur qu'elle ne l'épousera pas, les espoirs de Poniatowski se tournent alors vers une archiduchesse autrichienne, ce qui va lui être interdit par son élection.
Quelques historiens pensent qu'il se serait marié secrètement avec sa compagne Elżbieta Szydłowska. Selon Wirydianna Fiszerowa (en) qui les fréquente tous les deux, cette rumeur a été propagée seulement après la mort de Poniatowski, notamment par la principale intéressée, qui par la suite, profitera de son statut (proclamé) de dernière reine de Pologne (notamment à l'époque du duché de Varsovie).
Poniatowski a cependant eu des enfants : 
Magdalena Agnieszka Lubomirska (Sapieżyna) (1739-1780) lui a donné deux enfants :
- Konstancja Żwanowa (pl) (1768-1810) ;
- Michał Cichocki (1770-1828).

Elżbieta Szydłowska (1748-1810), épouse de Jan Grabowski (?-1789), puis favorite en titre de Stanislas, lui a donné 6 enfants, qui portent le nom de Grabowski :
- Stanisław Grabowski (pl) (1780-1845), qui sera ministre de l'Éducation et des Affaires religieuses dans le royaume de Pologne d'après 1815 ;
- Michał Grabowski (1773-1812) ;
- Kazimierz Grabowski (1770-?) ;
- Konstancja Grabowska ;
- Izabela Grabowska (pl) (1776-1858).

Il est peut-être aussi le père d'Anna Piotrowna (pl) (1757-1758), deuxième enfant de Catherine II.

### Liens externes

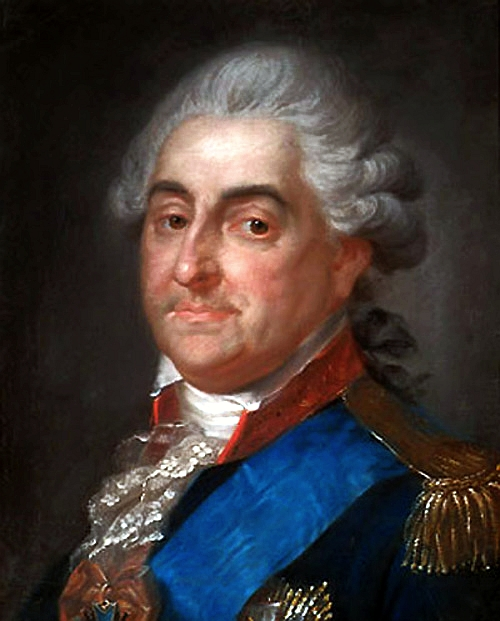
Portrait de Stanislas II (vers 1789), par Józef Pitschmann.

### Textes deStanislasIIAuguste
- Stanislas Auguste Poniatowski, Mémoires du roi Stanislas-Auguste Poniatowski, Saint-Pétersbourg, Académie impériale des sciences, 1914 (lire en ligne)
- Mémoires secrets et inédits de Stanislas Auguste comte Poniatowski, dernier roi de Pologne, relatifs à ses rapports intimes avec l'impératrice Catherine II et à son avènement au trône, Leipzig, W. Gerhard, 1862 (lire en ligne).
- Journal privé du roi Stanislas Auguste pendant son voyage en Russie pour le couronnement de l'empereur Paul Ier, suivi d'une relation de ses funérailles, depuis le 12 février jusqu'au 8 mars 1798, Leipzig, W. Gerhard, 1862 (lire en ligne).
- Charles de Mouÿ, éditeur, Correspondance inédite du roi Stanislas-Auguste Poniatowski et de Madame Geoffrin (1764-1777), Paris, Plon, 1875 (lire en ligne).

### Sources
- (en) Cet article est partiellement ou en totalité issu de l’article de Wikipédia en anglais intitulé « Stanisław August Poniatowski » (voir la liste des auteurs).

- (pl) Cet article est partiellement ou en totalité issu de l’article de Wikipédia en polonais intitulé « Stanisław August Poniatowski » (voir la liste des auteurs).